# Солод, Даниил Семёнович
Дании́л Семёнович Со́лод (1908—1988) — советский дипломат. Чрезвычайный и полномочный посол.

## Биография
Член ВКП(б). На дипломатической работе с 1937 года.
- В 1937—1939 годах — сотрудник центрального аппарата НКИД СССР.
- В 1939—1940 годах — начальник Отдела кадров НКИД СССР.
- В 1940—1941 годах — сотрудник полпредства СССР в Югославии.
- В 1941 году — сотрудник центрального аппарата НКИД СССР.
- В 1941—1943 годах — сотрудник посольства СССР в Иране.
- В 1943—1944 годах — советник посольства СССР в Египте.
- С 14 сентября 1944 по 22 апреля 1950 года — чрезвычайный и полномочный посланник СССР в Сирии и в Ливане по совместительству[1][2].
- В 1951—1953 годах — заместитель заведующего Отделом стран Ближнего и Среднего Востока МИД СССР.
- С 12 октября 1953 по 1 января 1956 года — чрезвычайный и полномочный посланник (с 1954 — посол) СССР в Египте[3].
- В 1956—1960 годах — заместитель заведующего Отделом стран Ближнего Востока МИД СССР.
- С 2 января 1960 по 10 января 1962 года — чрезвычайный и полномочный посол СССР в Гвинее[4].
- В 1962—1970 годах — сотрудник Института Африки АН СССР.

С 1970 года — в отставке.

## Награды
- орден Трудового Красного Знамени (3 ноября 1944).